# Dodge Dynasty
Dodge Dynasty (рус. Додж Дайнэсти) — американский среднеразмерный переднеприводной легковой автомобиль, выпускавшийся подразделением Dodge корпорации Chrysler с осени 1987 (как модель 1988) по 1993 год.
Предлагался исключительно в кузове «четырёхдверный седан». В модельном ряду заменил модель Dodge 600.
Dynasty был построен на общей с моделью Chrysler New Yorker платформе Chrysler C-body, кроме того был косвенно связан с такими моделями, как Chrysler Imperial выпуска 1990—1993 годов и Chrysler New Yorker Fifth Avenue.
Все автомобили этой модели были произведены на заводе в Бельведере, штат Иллинойс.

## История
Диктовавшийся руководителем «Крайслера» Якоккой («Lee» Iacocca) консервативный и упрощённый гранёный стиль автомобиля смотрелся не слишком выигрышно на фоне более современной, скруглённой и аэродинамичной внешности конкурентов, таких как Ford Taurus. Несмотря на это, Dynasty был весьма популярен в своё время.
В Канаде и Мексике автомобиль продавался под обозначением Chrysler Dynasty, причём в Мексике предлагались только V6, а в Канаде рядная «четвёрка» предлагалась как опция, но была не популярна.
Производство автомобиля было окончено 28 мая 1993 года, после чего завод в Бельведере был переориентирован на производство модели Dodge Neon.
В модельном ряду Dodge Dynasty и другие C-body были заменены в 1993 году моделями Dodge Intrepid, Eagle Vision, Chrysler Concorde, Chrysler New Yorker и Chrysler LHS на новой переднеприводной платформе Chrysler LH, родственной платформам JA, JX и JR (Chrysler Cirrus, Dodge Stratus, Plymouth Breeze, Volga Siber).

## Конструкция
Модель оснащалась тремя вариантами силового агрегата — рядным четырёхцилиндровым двигателем объёмом 2,5 литра производства Chrysler, трёхлитровым V6 Mitsubishi, или собственным 3,3-литровым V6 производства Chrysler, который был доступен с 1990 года. Из-за конструктивных особенностей трёхлитрового двигателя в случае обрыва ремня привода ГРМ происходило столкновение клапанов и поршней, приводящее к дорогостоящему ремонту, что было нетипично для американских моторов и вызывало нарекания у потребителей.
Четырёхцилиндровый мотор и V6 объёмом 3 литра были доступны с трёхскоростной автоматической КПП (модель А413). 3,3-литровый мотор же предлагался исключительно с новой (и достаточно проблемной) четырёхскоростной АКПП с электронным блоком управления, также известной как Ultradrive, или модель А604.
Все модели Dynasty 1990—1993 годов выпуска оснащались подушкой безопасности водителя. Антиблокировочная тормозная система, поставлявшаяся фирмой Bendix, была доступна как опция на всех моделях.
Автомобили 1993 года получили выхлопную систему из нержавеющей стали и одометр, защищённый от «скручивания» пробега.

## Легенда о происхождении названия
Существует легенда, что модель получила своё название в честь популярного в 1980-х годах телесериала «Династия» (Dynasty), транслировавшегося в те годы телеканалом ABC.
Более вероятно однако что модель получила своё название в соответствии с общей политикой именования моделей Chrysler Corporation тех лет, в названиях которых часто эксплуатировались «аристократические» мотивы, тематически связанные с названием упразднённого в середине семидесятых, но всё ещё имевшего положительные ассоциации у покупателей подразделения Imperial.